# Dekanat Smorgonie
Dekanat Smorgonie – jeden z 16 dekanatów diecezji grodzieńskiej na Białorusi. W jego skład wchodzi 10 parafii.

## Lista parafii
| Lp. | Miejscowość / parafia                        | Proboszcz / administrator | Kościół                                          | Zdjęcie |
| --- | -------------------------------------------- | ------------------------- | ------------------------------------------------ | ------- |
| 1   | Daniuszewo Parafia Trójcy Przenajświętszej   |                           | Kościół Trójcy Przenajświętszej w Daniuszewie    |         |
| 2   | Krewo Parafia Przemienienia Pańskiego        |                           | Kościół Przemienienia Pańskiego w Krewie         |         |
| 3   | Niestaniszki Parafia Matki Bożej Dobrej Rady |                           | Kościół Matki Bożej Dobrej Rady w Niestaniszkach |         |
| 4   | Smorgonie Parafia św. Michała Archanioła     | ks. Zdzisław Weder SDB    | Kościół św. Michała Archanioła w Smorgoniach     |         |
| 5   | Smorgonie Parafia św. Jana Pawła II          |                           | Kościół św. Jana Pawła II w Smorgoniach          |         |
| 6   | Soły Parafia Matki Bożej Różańcowej          |                           | Kościół Matki Bożej Różańcowej w Sołach          |         |
| 7   | Więsławienięta Parafia św. Jana Chrzciciela  |                           | Kościół św. Jana Chrzciciela w Więsławieniętach  |         |
| 8   | Wiszniewo Parafia św. Judy Tadeusza          | ks. Antoni Kozłowski      | Kościół św. Judy Tadeusza w Wiszniewie           |         |
| 9   | Wojstom Parafia Trójcy Przenajświętszej      |                           | Kościół Trójcy Przenajświętszej w Wojstomie      |         |
| 10  | Żodziszki Parafia Trójcy Przenajświętszej    |                           | Kościół Trójcy Przenajświętszej w Żodziszkach    |         |